# 姆富姆布韋
13°41′0″S 24°48′0″E / 13.68333°S 24.80000°E

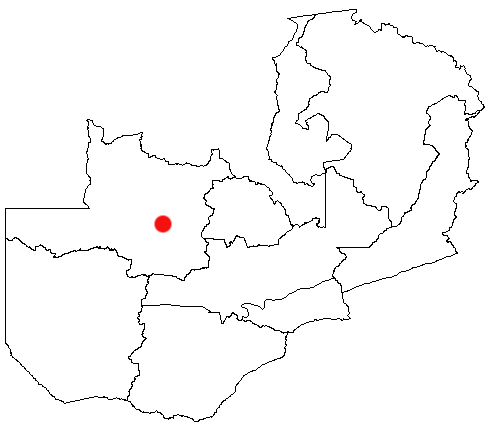

姆富姆布韋（英語：Mufumbwe），是贊比亞的城鎮，位於該國西北部，由西北省負責管轄，是姆富姆布韋縣的首府，海拔高度1,069米，主要農作物有玉米，2006年人口6,155。